# 닭고기국

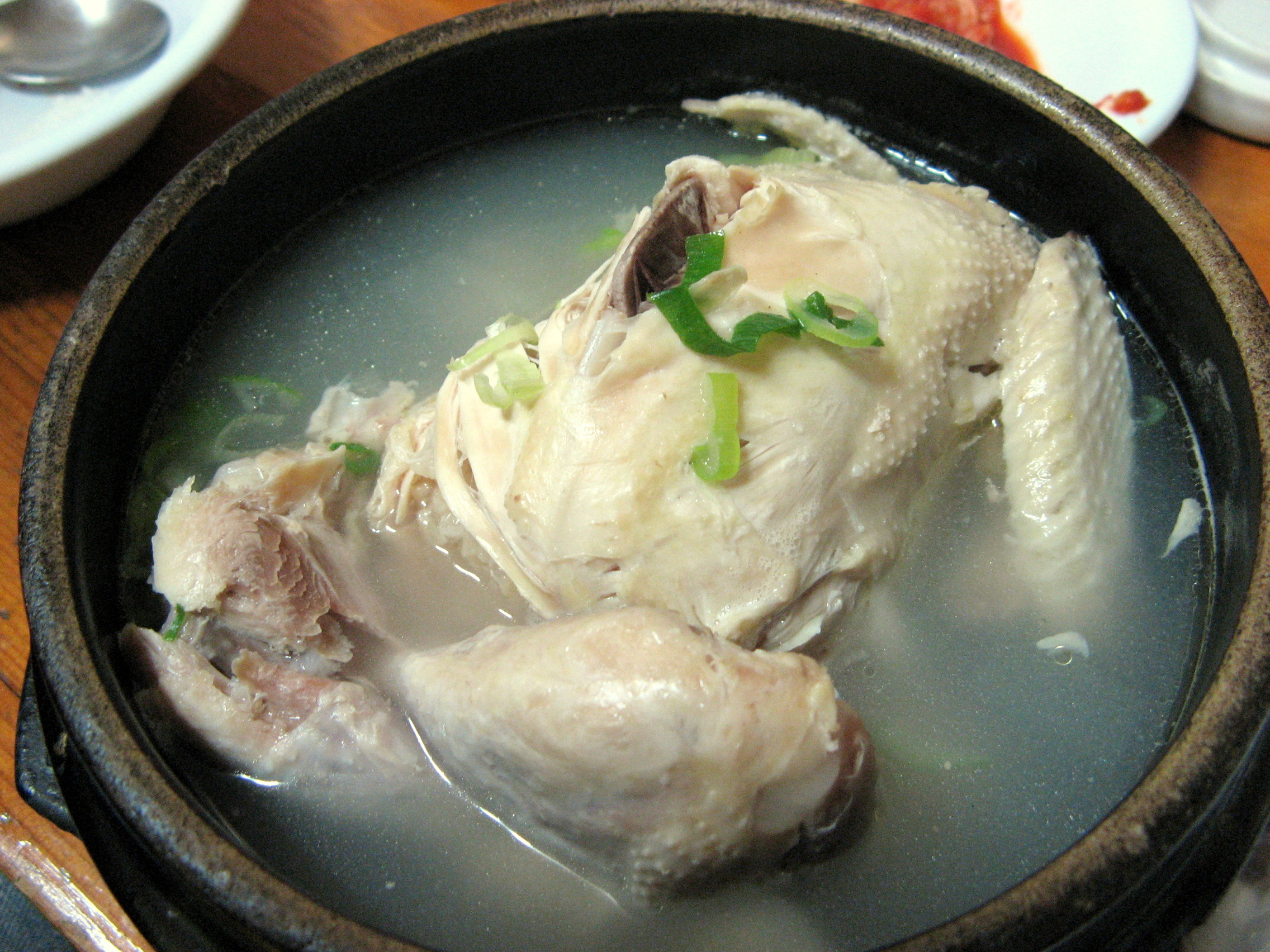
삼계탕

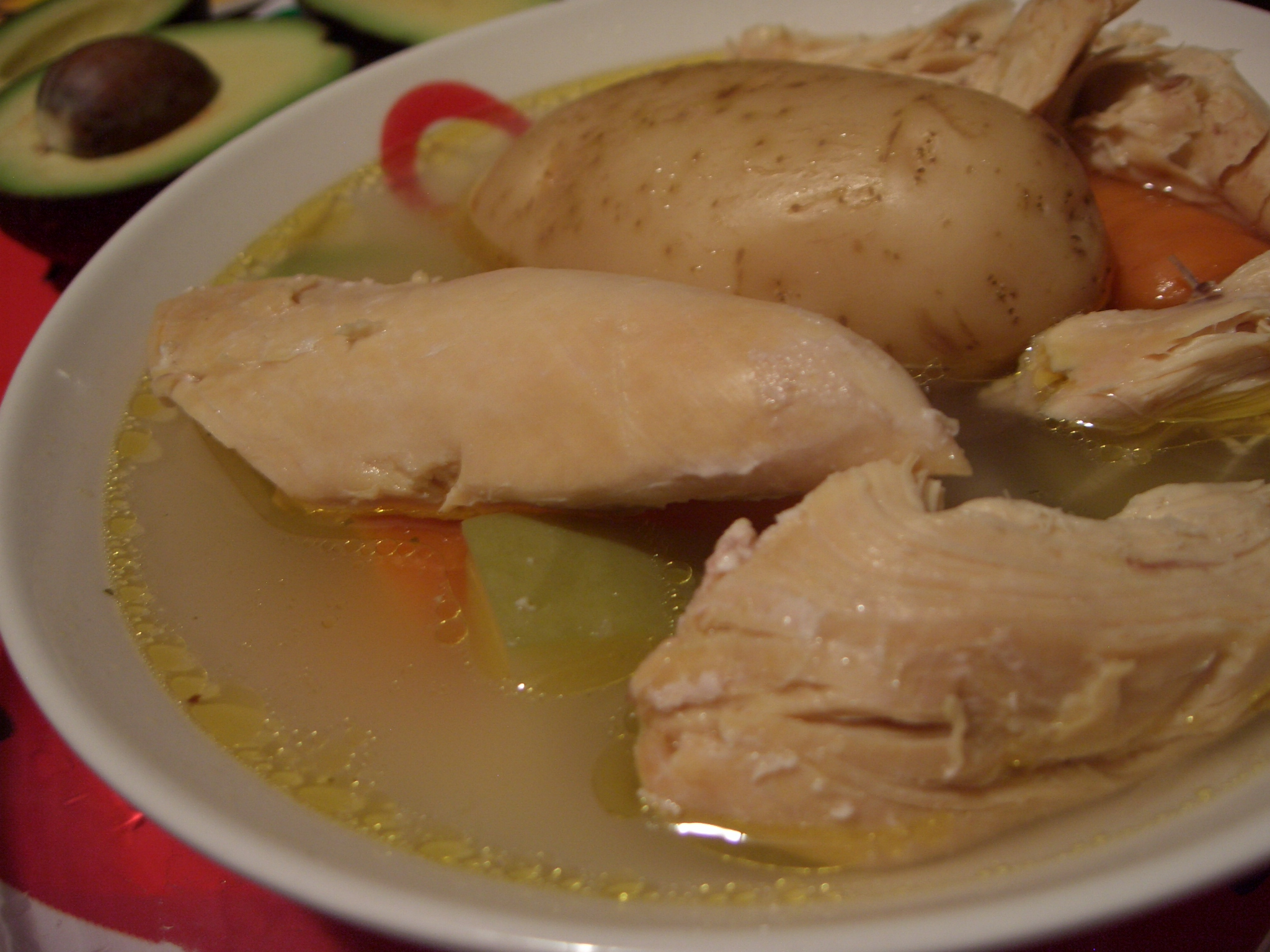
멕시코의 칼도 데 포요

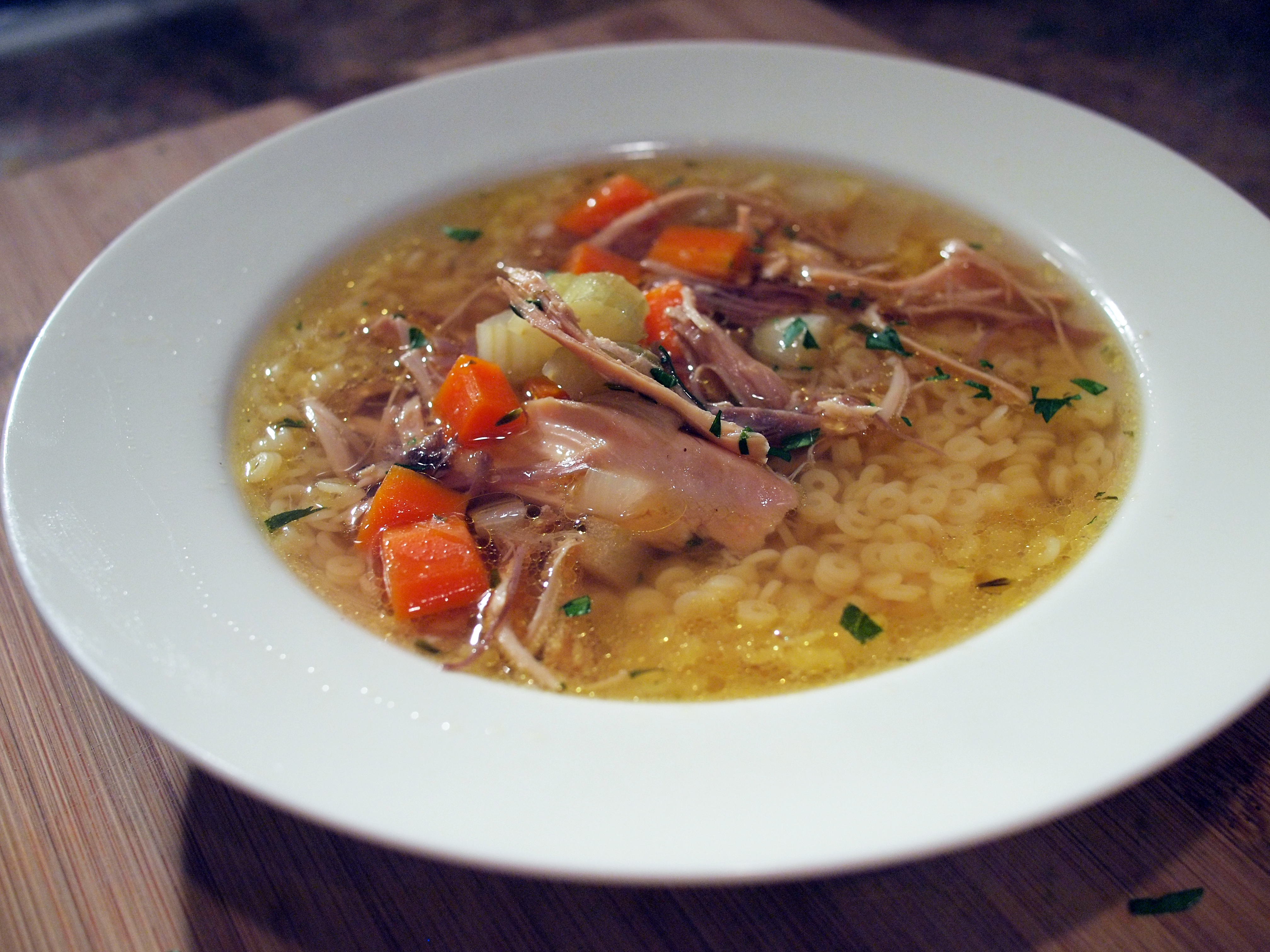
미국의 치킨 누들 수프

닭고기국은 닭고기를 넣어 끓인 고기국이다. 닭고기를 넣어 끓인 서양식 수프를 닭고기 수프(--soup)로 부르기도 한다.

## 지역별 고기국

### 아시아
한국에서는 닭고기와 무 조각을 함께 넣고 끓인 맑은장국인 닭국 또는 계탕(鷄湯), 닭고기를 삶아서 뜯어 넣고 얼큰하게 갖은양념을 해 끓인 닭개장, 닭을 토막내 백숙한 닭한마리, 영계에 인삼, 대추, 찹쌀 따위를 넣어서 고은 삼계탕 등을 먹는다. 찌개인 닭볶음탕 등도 있으며, 국수를 넣은 닭칼국수 등도 있다.

### 유럽
폴란드에서는 닭고기를 넣어 끓인 맑은국인 로수(폴란드어: rosół)를 즐겨 먹는다.

### 아메리카
미국에서는 치킨 수프에 흔히 쌀이나 파스타를 넣어 먹으며, 이것이 치킨 누들 수프(영어: chicken noodle soup)로도 알려져 있다.

## 같이 보기
- 가금